# 姓氏
姓氏（せいし）とは、「かばね（姓）」と「うじ（氏）」、転じて姓や名字（苗字）のこと。ここでは歴史上に活躍した有名な氏族、家の「姓氏」を一覧として掲げる。

## 日本の姓氏

### あ

織田氏

大友氏

大内氏

- 阿井氏
- 明石氏
- 赤松氏
- 秋田氏
- 秋月氏
- 秋元氏
- 明智氏
- 朝日氏
- 朝比奈氏
- 芦野氏
- 葦間氏
- 安島氏
- 阿蘇氏
- 阿南氏
- 阿倍氏
- 安倍氏
- 阿部氏
- 浅井氏
- 朝倉氏
- 浅野氏
- 浅利氏
- 足利氏
- 蘆名氏
- 姉小路氏
- 尼子氏
- 荒尾氏
- 有馬氏
- 在原氏
- 安東氏
- 安藤氏
- 井伊氏
- 伊王野氏
- 池氏
- 池田氏
- 石川氏
- 石田氏
- 石橋氏
- 伊勢氏
- 伊丹氏
- 伊地知氏
- 一条氏（公家-摂家）
- 一条氏（土佐大名家）
- 一色氏
- 伊東氏
- 伊奈氏
- 稲沢氏
- 猪苗代氏
- 今川氏
- 岩切氏
- 岩崎家（財閥家族）
- 忌部氏（斎部氏）
- 上杉氏
- 宇喜多氏
- 浮田氏
- 宇田川氏
- 宇都宮氏
- 梅本氏
- 浦上氏
- 浦野氏
- 占部氏
- 江川氏
- 江戸氏
- 奥州藤原氏
- 大内氏
- 大江氏
- 大久保氏
- 大河内氏
- 大崎氏
- 大舘氏
- 大田原氏
- 大伴氏
- 大筒木氏
- 大友氏
- 大豆生田氏
- 大村氏
- 大森氏
- 小笠原氏
- 小木曽氏
- 奥平氏
- 小田氏
- 織田氏
- 越智氏
- 小貫氏
- 小野氏
- 小野崎氏
- 飯富氏
- 折笠氏
- 小山氏

### か

吉川氏

菊池氏

- 甲斐氏
- 甲斐庄氏
- 蠣崎氏
- 柏氏
- 片倉氏
- 葛城氏
- 葛山氏
- 加藤氏
- 金光氏
- 金沢氏
- 鎌倉氏
- 鎌田氏
- 蒲池氏
- 賀茂氏（賀茂県主 - 賀茂社社家）
- 賀茂氏（賀茂朝臣 - 陰陽道宗家）
- 川勝氏
- 河内氏
- 紀氏
- 城井氏
- 菊池氏
- 木曾氏
- 木田氏
- 北畠氏
- 吉川氏
- 木下氏
- 木村氏
- 肝付氏
- 京極氏
- 清原氏
- 吉良氏
- 櫛橋氏
- 九条氏
- 楠木氏
- 九戸氏
- 工藤氏
- 黒木氏
- 黒田氏
- 高氏
- 香宗我部氏
- 後藤氏
- 小西氏
- 近衛氏
- 小早川氏
- 小布瀬原氏
- 河野氏
- 惟宗氏
- 古藤氏

### さ

島津氏

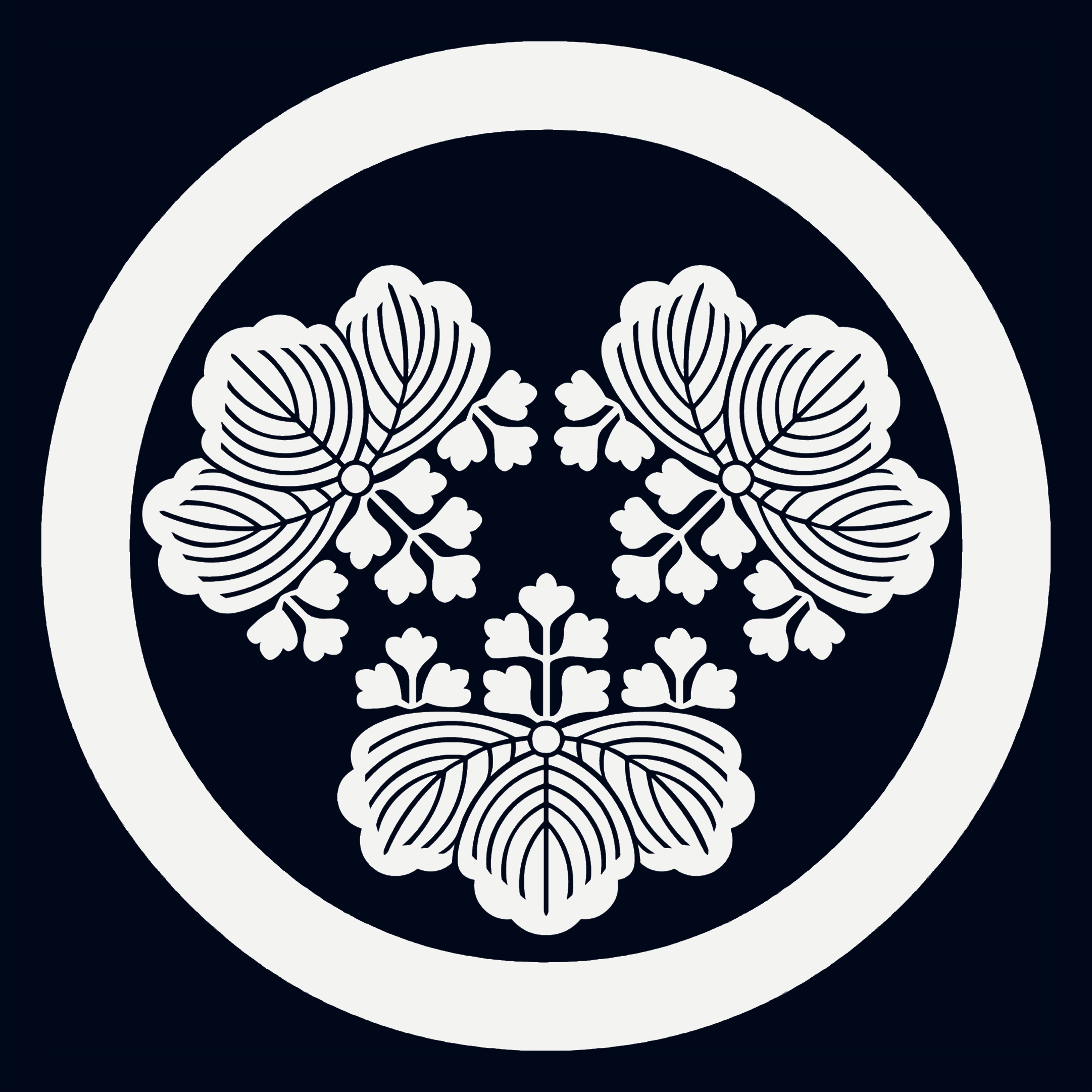
進士氏

- 櫻井氏
- 斎藤氏
- 酒井氏
- 榊原氏
- 坂上氏
- 坂梨氏
- 相良氏
- 佐久間氏
- 佐々氏
- 佐々木氏
- 佐竹氏
- 佐藤氏
- 里見氏
- 真田氏
- 設楽氏
- 椎名氏
- 斯波氏
- 島津氏
- 清水氏
- 志村氏
- 志水氏
- 釈氏
- 尚氏
- 少弐氏
- 進士氏
- 信州村上氏
- 神保氏
- 新見氏
- 新宮氏
- 新免氏
- 陶氏
- 末吉氏
- 菅原氏
- 鈴木氏
- 住友家（財閥家族）
- 諏訪氏
- 世良田氏
- 千氏
- 千家氏
- 宗氏
- 相馬氏
- 蘇我氏

### た

平氏

武田氏

徳川氏

長宗我部氏

- 平氏
- 高階氏
- 鷹司氏
- 武田氏
- 伊達氏
- 橘氏
- 立花氏
- 千坂氏
- 茅根氏
- 千葉氏
- 長氏
- 長宗我部氏
- 津軽氏
- 筒井氏
- 津野氏
- 坪内氏
- 津守氏
- 藤堂氏
- 土岐氏
- 戸川氏
- 得川氏
- 徳川氏
- 豊臣氏
- 鳥居氏
- 廿楽氏

### な
- 直江氏
- 長尾氏
- 長岡氏
- 中臣氏
- 中原氏
- 半井氏
- 那須氏
- 夏目氏
- 鍋島氏
- 南部氏
- 仁科氏
- 二条氏
- 仁平氏
- 新田氏
- 丹羽氏

### は

北条氏

- 花房氏
- 秦氏
- 畠山氏
- 蜂須賀氏
- 馬場氏
- 林氏
- 伴氏
- 久松氏
- 平野氏
- 平山氏
- 藤原氏
- 佛願
- 北条氏
- 後北条氏
- 細川氏
- 堀田氏
- 星野氏
- 穂積氏
- 本多氏
- 本間氏

### ま

源氏

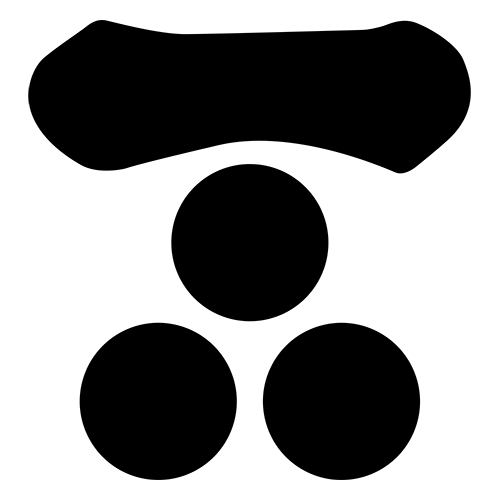
毛利氏

- 前田氏
- 真壁氏
- 正木氏
- 益子氏
- 松風氏
- 松浦氏
- 松平氏
- 松前氏
- 松見氏
- 水野氏
- 水走氏
- 三浦氏
- 三宅氏
- 三木氏
- 三井家（財閥家族）
- 三善氏
- 三村氏
- 三好氏
- 箕作家（学者一族）
- 源氏
- 宮成氏
- 宮川氏
- 宗像氏
- 村上氏
- 毛利氏
- 最上氏
- 物部氏
- 森氏

### や
- 柳生氏
- 安富氏
- 柳沢氏
- 山内氏
- 山県氏
- 山代氏
- 山名氏
- 山本氏
- 山吉氏
- 結城氏

### ら
- 龍造寺氏
- 留守氏
- 六角氏

### わ
- 和邇氏
- 和気氏
- 度会氏
- 和田氏
- 和知氏
- 渡辺氏